# Malindi Myers
Malindi Myers (3 de octubre de 1970) es una deportista británica que compitió en remo. Ganó cuatro medallas en el Campeonato Mundial de Remo entre los años 1996 y 2000.

## Palmarés internacional
| Campeonato Mundial | Campeonato Mundial       | Campeonato Mundial | Campeonato Mundial        |
| Año                | Lugar                    | Medalla            | Prueba                    |
| ------------------ | ------------------------ | ------------------ | ------------------------- |
| 1996               | Motherwell (Reino Unido) | Medalla de plata   | Cuatro sin timonel ligero |
| 1997               | Aiguebelette (Francia)   | Medalla de bronce  | Dos sin timonel ligero    |
| 1999               | St. Catharines (Canadá)  | Medalla de plata   | Dos sin timonel ligero    |
| 2000               | Zagreb (Croacia)         | Medalla de oro     | Dos sin timonel ligero    |